# Voronovskaja
Voronovskaja in russo Вороновская? è una città della Russia che si trova nel Vel'skij rajon dell'Oblast' di Arcangelo.